# Детектор (радиотехника)
Вижте пояснителната страница за други значения на Детектор.
Детектор или демодулатор  (на френски: demodulateur) е възел в радиоелектронната апаратура, разработен по специална електронна схема. Чрез него се осъществява процеса на обработката на един радиотехнически сигнал след пренасянето му в ефира, за да се възпроизведе от приемник първоначално предадената информация между два кореспондиращи си пункта. Този процес, наречен детектиране или демодулация е обратен на процеса модулация и чрез него в мястото на приемане се създават условия за отделяне на информацията на управляващия (модулиращ) сигнал от носещия високочестотен сигнал.

## Същност на детектирането
Приетият радиосигнал, селектиран и усилен в приемното устройство, не може да се използва директно за получаване на информация и затова се подлага на обработка. Това е процес на преобразуване на модулирания високочестотен носещ сигнал в нискочестотен, чиято промяна на формата и честотата възпроизвежда точно закона, с който е модулирано високочестотното носещо трептение в предавателя. Този обратен на модулацията процес е необходим, защото без детектиране не е възможно възпроизвеждащите устройства (напр. високоговорители) да се задействат от приложеното им високочестотно напрежение на приетия радиосигнал. За детектори се използват нелинейни елементи и в комбинация с малък реактивен товар, е възможно амплитудното или честотно отделяне на носещото високочестотно трептене от информационното модулиращо такова.

## Видове детектори
- Детектори на амплитудномодулирани трептения.
- Детектори на честотномодулирани и фазово модулирани трептения
- Детектори на импулсно модулирани сигнали.

## Детектор на амплитудно модулирани трептения
Амплитудните детектори са съставени от нелинейни елементи, нискочестотен филтър и товар, върху който се отделя носещото информация нискочестотно напрежение. Използването на такъв елемент се налага поради това, че в амплитудномодулираното напрежение няма съставки с модулиращата честота. В качеството на нелинейни елементи се използват кристали от галенит (в детекторните радиоприемници), електронни лампи – триоди и пентоди (в миналото), а в съвременната радиоапаратура предимно полупроводникови диоди и транзистори.
Физическия процес на детектирането се осъществява благодарение на специфичната волт-амперна характеристика на диода, т.е. на неговата способност да пропуска електрическо напрежение само с една определена полярност. Преминалият през диода ток има едностранна полярност, но съдържа синусоидалните импулси на носещата честота с променящи се амплитуди. Върхът на аплитудите образуват т. нар. „обвивка“ и тя е носителят на необходимата нискочестотна информация. Пулсиращото изходно напрежение може да се представи като сума от три съставляващи – постоянна съставляваща, полезна променлива нискочестотна съставяща, която представлява модулиращия сигнал и неизползваема вече съставяща с висока или междинна честота, в зависимост дали това е стъпало в линеен радиоприемник или суперхетеродинен радиоприемник.

### Основни схеми на диодни детектори
Има две основни схеми на включване на диода за реализиране на процеса детектиране:
- Последователна схема, когато източникът на високочестотно модулирано напрежение (лентовия филтър на междиночестотния усилвател), диодът и товарът са включени последователно.
- Паралелната схема се състои от почти същите елементи както в последователната детекторна схема. Но източникът на високочестотното модулирано напрежение, диодът и товарният резистор са свързани паралелно.
Действието и на двете схеми е аналогично. С положителната полувълна на амплитудно модулираното напрежение от протичащия ток през диода се зарежда кондензатора в детекторната верига. Когато входното напрежение започне да намалява и стане равно на напрежението на кондензатора, резултантното напрежение между между катода и анода на диода става равно на нула и тока във веригата престава да протича. Кондензаторът не може да се разреди през диода, поради отрицателната полярност или еднаквостта на напрежението върху кондензатора и диода и затова разрядният му ток протича през резистора. Резисторът се избира с относително голямо съпротивление, което не позволява за кратко време кондензатора да се разреди до нула, тъй като започва отново зареждането му с напрежението на следващия период. По такъв начин напрежението на изхода V0(t) се изменя с изменението на амплитудата на входното напрежение Vi(t). В резултат на демодулирането двете съставляващи – постояннотоковата и нискочестотната променливотокова се използват по-нататък в схемата за управление на усилвателя за възпроизвеждане на информацията.

### Основни качествени показатели на амплитудните детектори
Въпреки аналогичното действие на двете основни схеми, паралелната схема има по-малко входно съпротивление, което оказва шунтиращо действие на предходните усилватели. Освен това върху товарния му резистор се получава звуково напрежение и високочестотно напрежение, което се нуждае от допълнителна филтрова група. При използването на тези основни конструктивни схеми, според потребностите винаги трябва да се отчитат основните качествени показатели:
- коефициент на предаване на напрежението;
- степен на изкривяванията;
- входно съпротивление;
- паразитен капацитет
- коефициент на филтрацията.[2]

### Транзисторни амплитудни детектори
За детектори на амплитудно модулирани сигнали се използват и транзистори, но тяхната работна гранична честота трябва да е неколкократно по-висока от междинната честота на межиночестотния усилвател. Реализират се по схема с общ емитер, обща база и общ колектор. Основно приложение намира схемата ОЕ и поради факта, че осигурява допълнително усилване на нискочестотното напрежение. Схемата ОК има коефициент на предаване по-малък от единица, а ОБ има малко входно съпротивление и поради тази причина почти не се използват.
Транзисторните детектори се подразделят и по включването на товара за реализация на детекторния процес:
- колекторен детектор;
- емитерен детектор;
- колекторно-базов;
- колекторно-емитерен и др.

За да детектира сигналите и да пропуска само една част от вълната, например колекторният детектор се поставя да работи като апериодичен усилвател в режим клас В. Така се използва долната част на
волт-амперната характеристика на транзистора за осъществяване на процеса детектиране.

## Детектор на честотно и фазово модулирани трептения
За демодулиране при честотната (ЧМ) и фазовата модулация се използват специални електронни каскади. Чрез детекторът за ЧМ сигнали се получава напрежението със звукова честота за възпроизвеждане в радиоприемниците, но принципът и схемите се използват и в системите за автоматична донастройка на честотата в качеството на дискриминатор.

### Видове честотни детектори
По принципа на работата честотните детектори се подразделят на няколко групи:
- честотно-амплитудни;
- честотно-фазови;
- детектори – броячи на импулси.

Честотно-амплитудните детектори, известни и като детектори на наклон, практически се състоят от две устройства – първото стъпало включва обикновен трептящ кръг, настроен в странична лента на централната честота на носителя. Той преобразува честотните промени в амплитудно модулирани като амплитудата се променя нелинейно и в синхрон с промяната на честота, но не изменя честотата на носещото колебание, а второто стъпало е демодулатор на FM сигнали. То понякога липсва в най-опростените схеми. Недостататък при този детектор е, че не може да се използва максималния интензитет на сигнала в централната честота на носителя, тъй като тогава не би се постигнало необходимото първоначално преобразуване.
Честотно-фазовите детектори също се състоят от две преобразуващи устройства. Първото превръща честотно модулираните сигнали във фазово модулирани чрез високочестотен трансформатор и след това чрез фазово и амплитудно детектиране се получава нискочестотно напрежение. Това схемно решение се използва най-често в аналоговата радиоелектронната апаратура.
Разпространени са три варианта със схемите на дискриминатори. Различните схемни решения се отнасят до вида на допълнителните елементи в преобразувателя на модулацията и по начина на включване на диодните амплитудни детектори.
Дробният детектор (на английски: Ratio detector) се различава от фазовия дискриминатор по начина на включване на диодите, работата им върху общ товар и допълнителен кондензатор. Бива симетричен и несиметричен. Голямо приложение в радиоприемниците за ЧМ сигнали намира несиметричния дробен детектор. Схемата му е несиметрична, защото двата диода имат общ товарен резистор, а катодът на единия от тях е заземен. Като схемно решение дробният детектор има по-голяма чувствителност от фазовия дискриминатор и затова от стъпалата пред детектора се изисква по-малко усилване. Принципа е много подобен на фазовия дискриминатор, но изхода на дробния детектор е само 50% от сигнала, отколкото изхода на фазовия дискриминатор за същото ниво входен сигнал.
Към третата група детектори се отнасят детекторите импулсни броячи, чието действие почива на принципа за преброяване на импулси. Поради работата им в много широк честотен диапазон, те са наричани още широколентови честотни детектори. Детекторите импулсни броячи, при които не се преобразува формата на входното напрежение, могат да работят с максимална работна гранична честота до 100 MHz. Този широколентов честотен детектор намира приложение в канала на звуковия съпровод на телевизорите и в някои радиоприемници със стереофонично възпроизвеждане.